# 7207-es mellékút (Magyarország)
A 7207-es számú mellékút egy négy számjegyű mellékút Fejér és Veszprém vármegyék határvidékén.

## Nyomvonala
A 7-es főút 94+100-as kilométerszelvényénél indul, Lepsény belterületén, észak-északnyugat felé; ott indul az ellenkező irányban a 63 105-ös út, amely Mezőszentgyörgyre vezet, majd attól délkeletre, Kisláng és Mátyásdomb határvonalán, külterületen ér véget, 10 kilométer megtétele után. Első szakaszán a Vasút utca nevet viseli, majd hamarosan kilép a település házai közül. 1,4 kilométer után keresztezi a MÁV 27-es számú Lepsény–Veszprém-vasútvonalát, és kicsivel arrébb belép Balatonfőkajár és egyben Veszprém vármegye területére, majd ott elhalad az M7-es autópálya alatt, annak 86+400-as kilométerszelvényénél.
2,5 kilométer megtétele után ér Balatonfőkajár házai közé, ott az Ady Endre utca nevet veszi fel, majd a központban, a 4. kilométere előtt találkozik a 7205-ös úttal, ami itt a 10+500-as kilométerszelvénye előtt jár. Mintegy 100 méternyi közös szakaszuk van itt (kilométer-számozás tekintetében ellenkező irányban számozódva), Petőfi Sándor utca néven, utána szétválnak; a 7205-ös keletebbi irányt vesz, a 7207-es út pedig Szabó Dezső utca néven halad tovább.
4,5 kilométer után kilép Balatonfőkajár belterületéről és ott rögtön eléri Csajág határát. Egy darabig a határvonalon halad, de az ötödik kilométerénél már teljesen csajági területen húzódik. A 6+100-as kilométerszelvényénél keresztezi a 29-es számú Székesfehérvár–Tapolca-vasútvonalat, majd a faluközpont déli szélén, a 6+800-as kilométernél dél felé kiágazik belőle az 1,2 kilométer hosszú 72 311-es út, amely a mindkét, előbb említett vasútvonal által érintett Csajág vasútállomásra vezet.
A 7+850-es kilométerszelvényénél elhagyja Csajág legészakibb házait, kevéssel ezután már Küngös közigazgatási területére lép. A község központját 9,4 kilométer megtétele után éri el, ott a települési neve Kossuth Lajos utca. A falu északi szélén, a 10+300-as kilométerszelvényénél ismét keresztezi a 27-es vasútvonalat, az egykori Küngös megállóhely északi szélénél – melynek épületében 2010-ben helyi tájház nyílt – majd az út 11. kilométeréig – ahol elérik Berhida határát – egymás közvetlen közelében haladnak.
Berhida területére lépve a vasút északi irányt vesz, és így elválik az úttól, amely – kisebb irányváltozásokat leszámítva – még mindig nagyjából a kiindulási, észak-északnyugati irányt követi. A 13. kilométere előtt eléri Kiskovácsipuszta városrészt, majd 14,2 kilométer után eléri Berhida központjának legdélebbi házait. Innentől Kiskovácsi utca néven húzódik, elhalad a református templom mellett, majd a 15. kilométerénél ismét keresztezi a vasutat. Ezen a szakaszon áthalad a Séd és több kisebb vízfolyás felett is, egyúttal nyugatnak fordul. A Kossuth Lajos utca nevet veszi fel, így ágazik ki belőle, 15,4 kilométer után az 1,1 kilométer hosszú 72 313-as út (települési nevén Diófa utca, majd Vasút utca), a megszűnt Berhida vasútállomás felé.

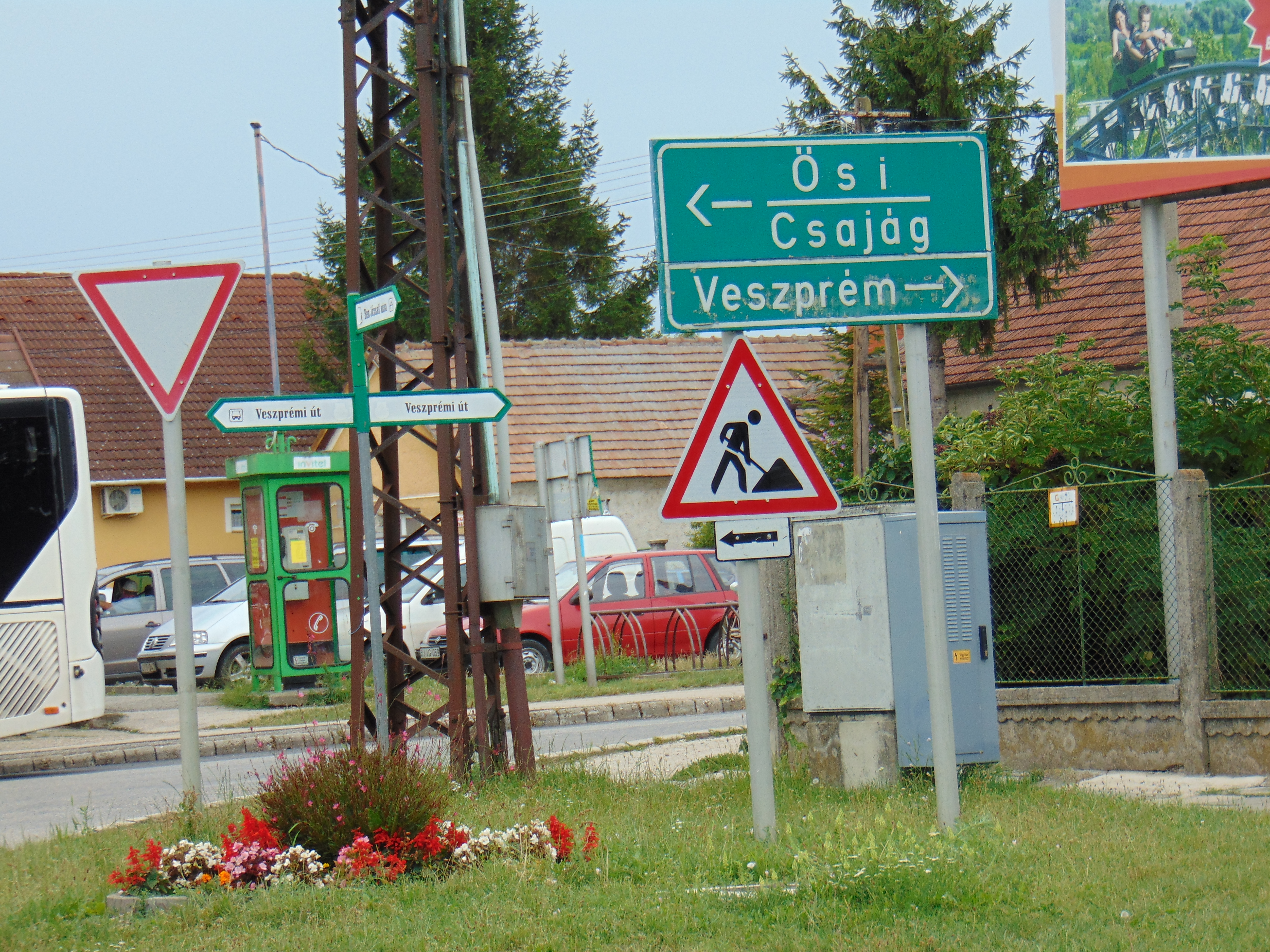
A 7202-es és 7207-es utak szétválását jelző KRESZ-tábla Berhida központjában, észak felől nézve

Az elágazás után ismét észak-északnyugati irányba fordul és így éri el azt a körforgalmat, a 16. kilométere után kicsivel, ahol a kelet-nyugati irányban húzódó 7202-es úttal találkozik, annak 23+400-as kilométerszelvénye közelében. Innét nagyjából 300 méternyi hosszban egy közös szakaszuk következik, (kilométer-számozás tekintetében megegyező irányban számozódva) nyugati irányban, Veszprémi út néven, majd onnan a 7202-es változatlan irányt követve halad tovább, a 7207-es pedig északnak fordul, Bem József utca, majd később, egy kisebb irányváltást követően Péti út néven. 17,7 kilométer után hagyja el Berhida legészakibb házait, de még további két kilométeren át a kisváros külterületén húzódik.
A kezdőpontjától számított 19,7 kilométer után éri el Berhida, Öskü és Pétfürdő hármashatárát; innentől szűk egy kilométeren át a két utóbbi település határvonalán halad, csak azután lép teljesen pétfürdői területre, onnantól viszont már rögtön a település házai között halad. Itt több irányváltása is van, de végig a Berhidai út nevet viseli, közben a 22+400-as kilométerszelvényénél keresztezi a 20-as számú Székesfehérvár–Szombathely-vasútvonalat, Pétfürdő vasútállomás keleti szélénél (az állomást kiszolgáló Állomás utca nem országos közút, csak önkormányzati út besorolású).

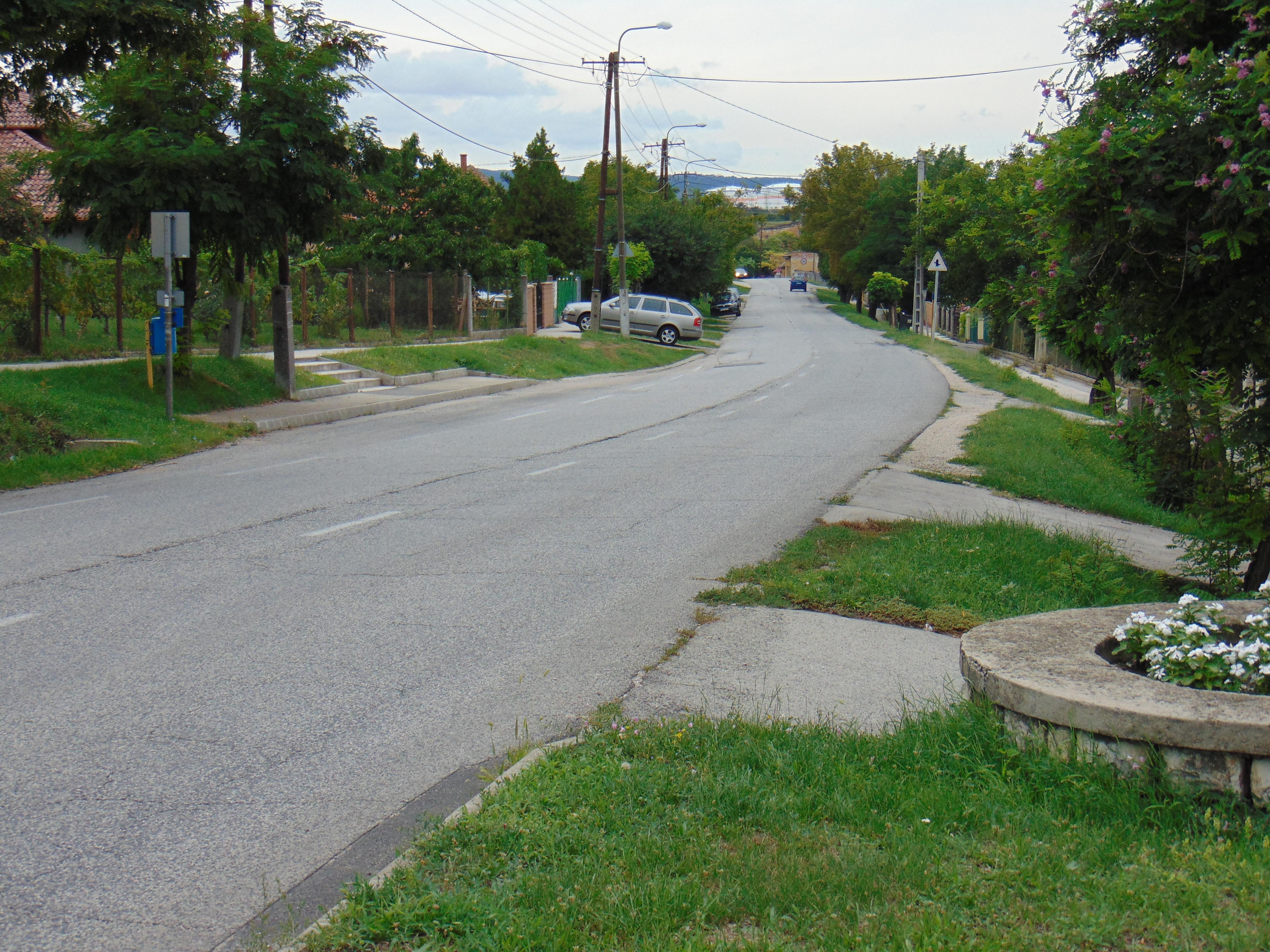
A 7207-es út Pétfürdő központjában észak felé nézve

A 23+400-as kilométerszelvényétől Várpalota és Pétfürdő határvonalán halad, így éri el a 8-as főút várpalotai elkerülő szakaszának térségét. Itt előbb egy körforgalomhoz ér, amelybe beletorkollik a Körmend felőli forgalmat kiszolgáló, 80 690-es számú lehajtó ág és a Budapest felé vezető 80 691-es felhajtó ág, majd felüljárón elhalad a 8-as fölött, amely itt a 31+200-as kilométerszelvényénél jár. A főút északi oldalán, egy körforgalomban ér véget (amely már ismét teljesen Pétfürdő területén található), ugyanabba torkollik bele a 7204-es út is, valamint a Budapest felőli forgalmat levezető 80 688 lehajtó ág, és ágazik ki Körmend felé a 80 689-es felhajtó ág.
Teljes hossza, az országos közutak térképes nyilvántartását szolgáló kira.gov.hu adatbázisa szerint 24,596 kilométer.

## Hídjai
Egy jelentősebb hídja van, a berhidai Séd-patak-híd, a 15+252 kilométerszelvényben, amely 1983-ban épült.

## Települések az út mentén
- Lepsény
- Balatonfőkajár
- Csajág
- Küngös
- Berhida
- Pétfürdő
- (Öskü)
- (Várpalota)